# 21st Century Girl
21st Century Girl è un brano musicale della cantante statunitense Willow Smith, pubblicato il 1º marzo 2011 dall'etichetta discografica Roc Nation. La canzone è stata scritta da Niclas Molinder, Joacim Persson, Johan Alkenas, Drew Ryan Scott e Omarr Rambert, e prodotta da Alke, Twin & Tim Carter. Il brano è stato presentato durante la trasmissione televisiva Oprah Winfrey Show.

## Tracce
CD
1. 21st Century Girl – 3:00

## Classifiche
| Classifica (2011) | Posizione massima |
| ----------------- | ----------------- |
| Irlanda           | 36                |
| Regno Unito       | 93                |
| Stati Uniti       | 99                |